# エリフ・カッツ

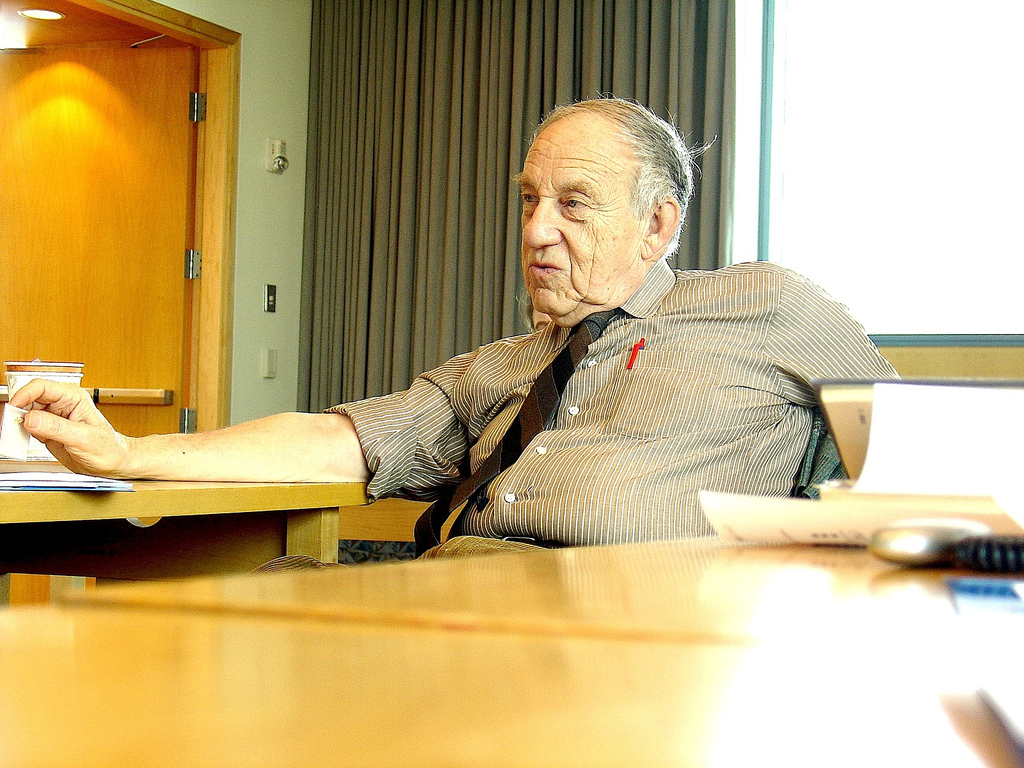
エリフ・カッツ

エリフ・カッツ（Elihu Katz、ヘブライ語: אליהוא כ"ץ) 、
1926年5月21日 - 2021年12月31日）は、ニューヨーク生まれのアメリカ合衆国およびイスラエルの社会学者、コミュニケーション学研究者で、もっぱら利用と満足研究によって知られている。マス・コミュニケーションの分野におけるポール・ラザースフェルドとの共同研究によって知られ、特にコミュニケーションの二段階の流れの理論の発展が最も目立っている。ペンシルベニア大学アネンバーグ・コミュニケーション大学院のコミュニケーション名誉教授 (Emeritus Professor of Communication) である。

## 人物
1989年、カッツは権威あるイスラエル賞を社会科学部門で受賞した。
2005年には、ユダヤ人社会科学研究協会 (the Association for the Social Scientific Study of Jewry) が毎年授与しているマーシャル・スクレア賞を受賞したが、この賞は社会科学的なユダヤ人研究に重要な学術的貢献をした長老学者に与えられるものである。
2013年、カッツはノースウェスタン大学から名誉学位 (honorary degree) を与えられた。
2018年には、ペンシルベニア大学から名誉学士号 (honorary doctorate) を与えられた。